# Sachsenflur
Sachsenflur ist einer von zwölf Stadtteilen der Stadt Lauda-Königshofen im Main-Tauber-Kreis, dem nördlichsten Landkreis Baden-Württembergs.

## Geographie

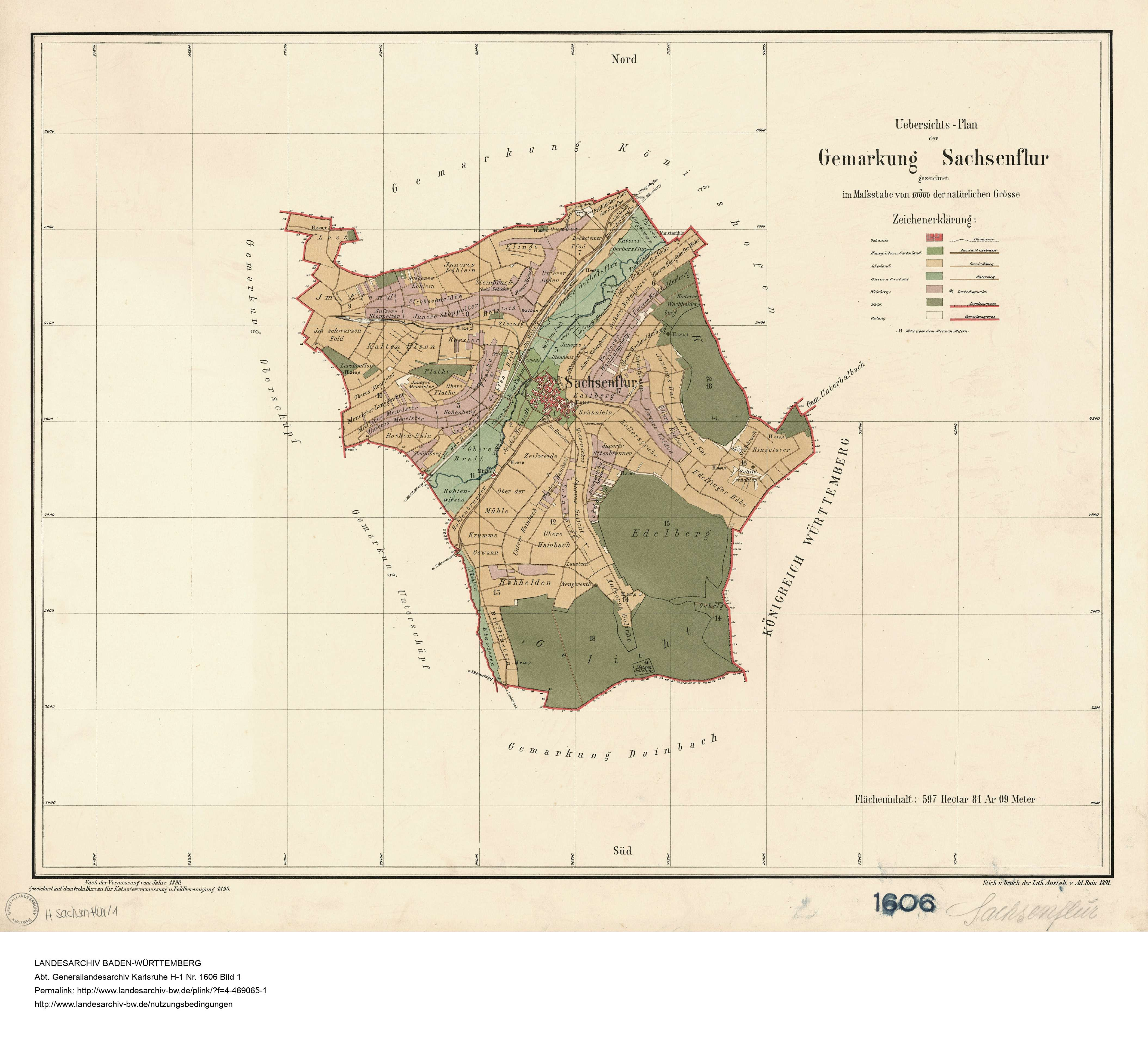
Gemarkung von Sachsenflur, 1891

Sachsenflur liegt im Umpfertal, etwa 2 Kilometer südwestlich von Königshofen.

## Geschichte
Im Jahre 1230 wurde Sachsenflur erstmals urkundlich erwähnt.
Am 1. Januar 1972 kam Sachsenflur zur Stadt Königshofen. Im Zuge der baden-württembergischen Gemeindereform wurde wiederum zum 1. Januar 1975 aus den beiden Städten Lauda und Königshofen sowie zehn weiteren ehemals selbständigen Gemeinden, darunter auch Sachsenflur, die Stadt Lauda-Königshofen gebildet.

## Kultur und Sehenswürdigkeiten

### Rad- und Wanderwege
Sachsenflur liegt am Umpfertalradweg. Über Königshofen besteht Anschluss an den Taubertalradweg und in Unterschüpf an den Radweg Liebliches Taubertal – der Sportive. Der etwa 180 Kilometer lange Jakobsweg Main-Taubertal führt auf eine Anhöhe bei Sachsenflur.

## Verkehr

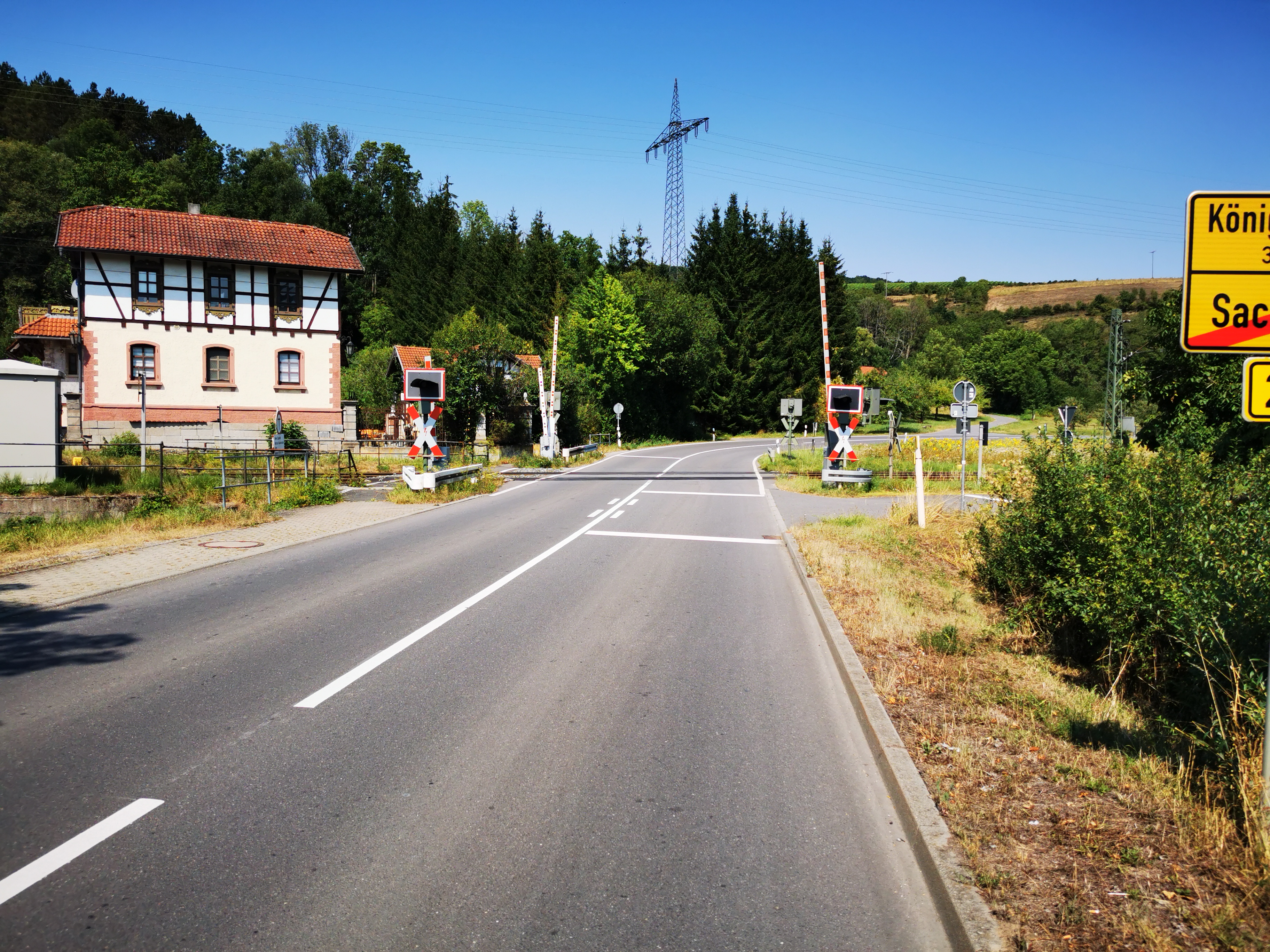
Ehemaliger Haltepunkt Sachsenflur der Frankenbahn

Sachsenflur liegt an der Bundesstraße 292.
Der 1903 eröffnete Haltepunkt Sachsenflur an der Bahnstrecke Stuttgart–Würzburg existiert nicht mehr. Sein Stationsgebäude wurde schon vor Jahrzehnten abgerissen.